# IC 4685
Milieu interstellaire
IC 4685 est une nébuleuse par réflexion dans la constellation du Sagittaire.
- Ascension droite 18h 9m 238s
- Déclinaison -23° 58′ 58″
- Taille 10'
- Magnitude 7,2

Nébuleuse par réflexion assez pâle et pas très grande.
Se trouve dans la Voie lactée, dans un environnement riche, M8 (la nébuleuse de la Lagune), M20 (la nébuleuse du Trèfle), NGC 6530 (amas ouvert), NGC 6559 (nébuleuse en émission), IC 1275 (nébuleuse en émission), pour ne parler que des plus proches, cette région nécessitera de nombreuses nuits d'observation.